# Matiloxis melicerta
Matiloxis melicerta är en fjärilsart som beskrevs av William Schaus 1913. Matiloxis melicerta ingår i släktet Matiloxis och familjen nattflyn. Inga underarter finns listade i Catalogue of Life.